# Fettalkoholsulfate
Fettalkoholsulfate (FAS) häufig auch Alkylsulfate genannt, sind Sulfate von Fettalkoholen mit der allgemeinen Formel R–O–SO3X. Die Fettalkohole werden großtechnisch aus Fetten und Ölen gewonnen. Die Triacylglyceride werden dabei mit Methanol umgeestert zu den entsprechenden Methylestern der Fettsäuren und diese dann anschließend mit Wasserstoff an speziellen Katalysatoren zu Fettalkoholen hydriert. Die Fettalkohole werden mit Schwefeltrioxid oder konz. Schwefelsäure zu den Sulfaten umgesetzt. Sie sind von Sulfonaten zu unterscheiden, die hingegen über eine R-S-Bindung verfügen.
Fettalkoholsulfate sind wasserlöslich und werden als anionische Tenside verwendet. Als Tenside sind sie wenig empfindlich gegen Wasserhärte und leicht biologisch abbaubar. Sie werden in der Kosmetik und in Lacken verwendet.

## Natriumlaurylsulfat

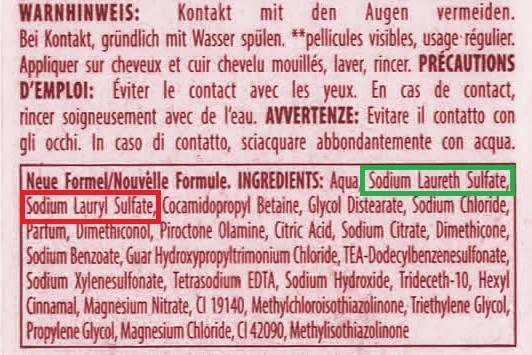
INCI-konforme Inhaltsangabe auf einem handelsüblichen Shampoo. Natriumlaurylethersulfat ist grün und Natriumlaurylsulfat rot markiert.

Natriumlaurylsulfat (auch Natriumdodecylsulfat und SDS genannt) ist das wohl wichtigste Fettalkoholsulfat:
Natriumlaurylsulfat sollte nicht mit Natriumlaurylethersulfat (SLES) verwechselt werden. Es eignet sich gut zur Schaumbildung und weist ein gutes Waschvermögen auf. So ist es Bestandteil vieler Produkte wie z. B. Waschmittel, Zahncremes etc. Lange Zeit war es auch einer der Hauptbestandteile von Handwaschseifen, Shampoos und Duschgels, wurde jedoch weitestgehend durch Natriumlaurylethersulfat ersetzt. Dieses reizt die Haut weniger als das Natriumlaurylsulfat. Natriumlaurylsulfat wird in der Liste der Inhaltsstoffe meist als sodium lauryl sulfate angegeben, Natriumlaurylethersulfat als sodium laureth sulfate.  Nach den Vorgaben der INCI werden die Inhaltsstoffe unter den englischen Namen aufgeführt.